# Museo del diamante
Il Museo del diamante è un museo che si trova nel Museumplein di Amsterdam. 
Il museo è stato fondato nel 2007 da Ben Meier della Coster Diamonds e la sua collezione permanente ospita esemplari di gioielli con diamanti e offre informazioni di base sui diamanti.
Il museo è membro dell'Associazione dei musei olandesi e dei Musei ufficiali di Amsterdam.